# Stefan M. Gergely

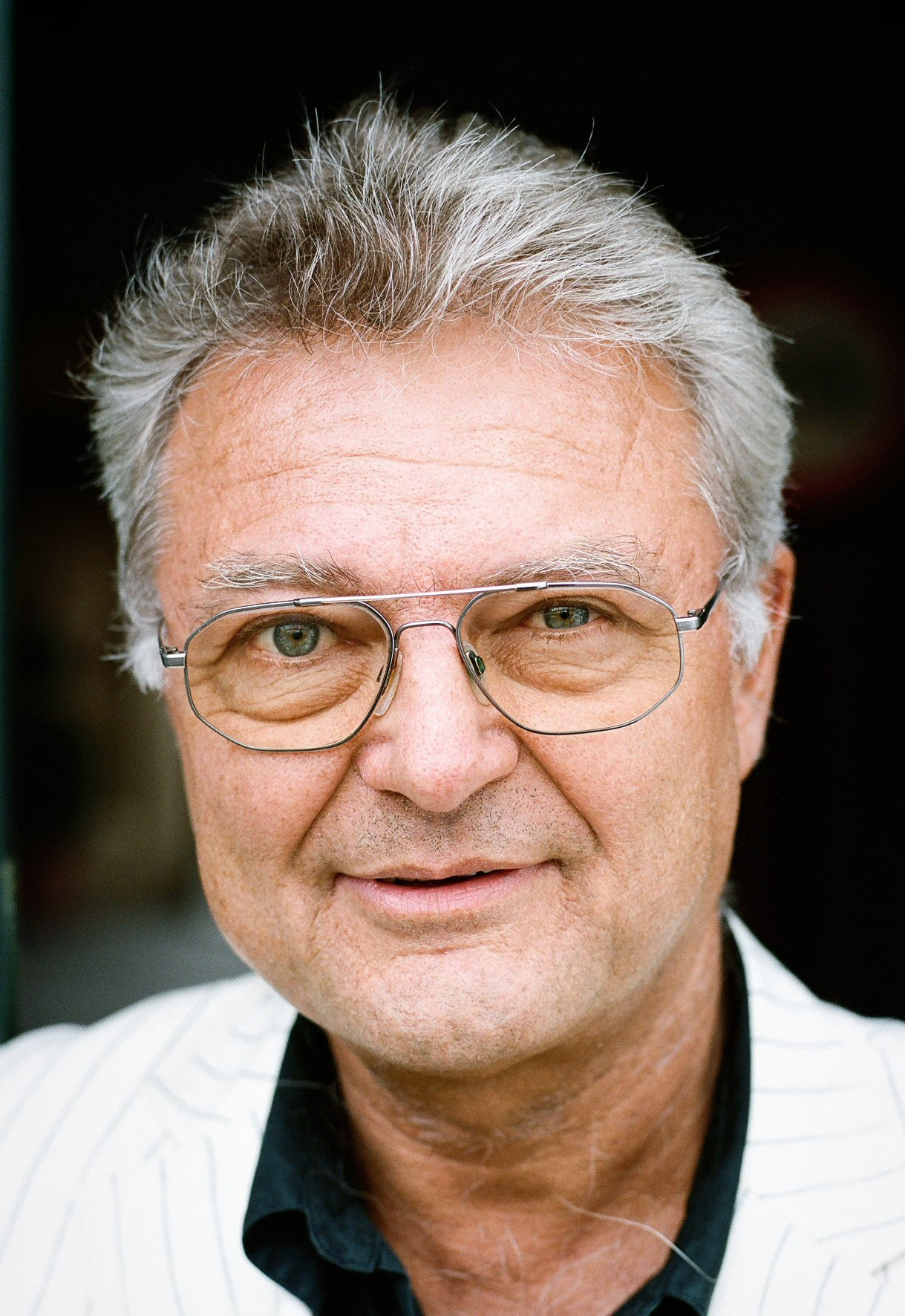
Stefan M. Gergely (2010)

Stefan M. Gergely (* 29. März 1950 in Wien) ist ein österreichischer Journalist und Sachbuchautor.

## Leben
Nach dem Besuch des Realgymnasiums für Studierende der Musik in Wien und der Matura 1969 studierte er organische Chemie an der Universität Wien und Violoncello an der Akademie für Musik und darstellende Kunst (heute: Universität für Musik und darstellende Kunst) in Wien. 1973 legte er die Konzertreifeprüfung für Violoncello ab, 1974 erlangte er den Titel Mag. rer. nat. und 1976, mit einer Dissertation über Gallenfarbstoffe, den Titel Dr. rer. nat.
Danach absolvierte Gergely den Wehrdienst und einen Studienaufenthalt am Centre d’Etudes Nucléaires de Saclay bei Paris. 1977 begann er als freier Wissenschaftsjournalist beim österreichischen Nachrichtenmagazin profil, ab 1978 arbeitete er auch für den Österreichischen Rundfunk, die Süddeutsche Zeitung und Die Zeit.
Gergely verfasste mehrere Sachbücher über Mikroelektronik, Lebensmittel und Ernährung, Datenschutz und den Reaktorunfall in Tschernobyl. Er ist u. a. Träger des österreichischen Staatspreises für publizistische Leistungen im Interesse von Wissenschaft und Forschung, des Kardinal-Innitzer-Förderungspreises für wissenschaftlich fundierte Publizistik und des Buchpreises „Nürnberger Trichter“ der deutschen Bundesagentur für Arbeit, ehemals Bundesanstalt für Arbeit.
Neben seiner Tätigkeit als Wissenschaftsjournalist erstellte Gergely Studien im Auftrag der österreichischen Ministerien für Handel, Gewerbe und Industrie (1978), für Gesundheit und Umweltschutz (1981) und für das Bundesministerium für Wissenschaft und Forschung (1983 ff.). Ab 1990 baute Gergely gastronomische Lokale in Wien-Margareten auf und sanierte wesentliche Teile der denkmalgeschützten Häuser, die auf das Schloss Margareten zurückgehen.
2013 schrieb er gemeinsam mit Edith Kneifl den Krimi Satansbraut. 2014 organisierte er mit Barbara Gisler-Haase, Friedrich Lessky und Heinrich Schiff den Kammermusikwettbewerb U19 für junge Musikerinnen und Musiker. 2015 wurde ihm der Berufstitel Professor verliehen. 2016 gründete Gergely gemeinsam mit Reinhard Adelsberger den landwirtschaftlichen Betrieb Guntrams 11 KG. Dort betreut er das Naturmuseum Arche Guntrams, das sich dem Natur- und Artenschutz widmet. Seit 2023 fördert er hervorragende Dissertationen und Stipendien zu Forschungsfragen in den Bereichen der Lebenswissenschaften, insbesondere der Biodiversität, die von der Österreichischen Akademie der Wissenschaften (ÖAW) vergeben werden, sowie Stipendien der ÖAW für Journalisten, die Projektvorschläge zu Themen in den Bereichen Biodiversität, Natur und Artenvielfalt.

## Werke
- Mikroelektronik. Piper Verlag, München 1983, ISBN 3-492-02850-0.
- Diät – aber wie? Piper Verlag, München 1983, ISBN 3-492-02748-2.
- Überwachungsstaat Österreich. Orac Verlag, Wien 1984, ISBN 3-85368-979-5.
- Strahlengefahr. Carl Ueberreuter Verlag, Wien 1986.
- Wie der Computer den Menschen und das Lernen verändert. Piper Verlag, München 1986, ISBN 3-492-02994-9.
- Ernährungslehre. Manz Verlag, Wien 1990. ISBN 3-214-90950-9.
- Lust auf Wien. Eine Entdeckungsreise durch Margareten. Falter Verlag, Wien 2012. Co-Herausgeberin: Elke Sommer. ISBN 978-3-85439-484-6.
- Satansbraut. Haymon Verlag, Innsbruck-Wien 2014. Co-Autorin: Edith Kneifl. ISBN 978-3-85218-963-5.
- Sprach:Bilder. Gedanken, Gedichte, Fotos. Verlag Bibliothek der Provinz, Weitra 2020. ISBN 978-3-99028-936-5.